# توماس هوبز
توماس هوبز (5 أبريل 1588 - 4 ديسمبر 1679) (بالإنجليزية: Thomas Hobbes)، عالم رياضيات وفيلسوف إنجليزي. اشتهر بأعماله في الفلسفة السياسية. نشره كتابه لوياثان عام 1651 والذي كان الأساس لمعظم الفلسفة السياسية الغربية من منظور نظرية العقد الاجتماعي.
يعد توماس هوبز أحد أكبر فلاسفة القرن السابع عشر بإنجلترا وأكثرهم شهرة خصوصا في المجال القانوني حيث كان بالإضافة إلى اشتغاله بالفلسفة والأخلاق والتاريخ، فقيها قانونيا ساهم بشكل كبير في بلورة كثير من الأطروحات التي تميز بها هذا القرن على المستوى السياسي والحقوقي.كما عرف بمساهمته في التأسيس لكثير من المفاهيم التي لعبت دورا كبيرا ليس فقط على مستوى النظرية السياسية بل كذلك على مستوى الفعل والتطبيق في كثير من البلدان وعلى رأسها مفهوم العقد الاجتماعي.
كذلك يعتبر هوبز من الفلاسفة الذين وظفوا مفهوم الحق الطبيعي في تفسيرهم لكثير من القضايا المطروحة في عصرهم.
كان هوبز مناصرًا للملكية المطلقة، ولكنه طور أيضًا بعض أساسيات الفكر الليبرالي: الأوروبي: حق الفرد والمساواة الطبيعية بين جميع البشر والشخصية الاعتبارية للنظام السياسي (التي أدت لاحقًا إلى التمييز بين المجتمع المدني والدولة)؛ وهو أيضًا صاحب رأي أن جميع القوى السياسية الشرعية يجب أن تكون «ممثلة» وقائمة على قبول الشعب؛ والتفسير الحر للقانون الذي يمنح الناس حرية فعل ما لم ينص القانون على تجريمه صراحةً.
كان توماس هوبز أحد مؤسسي فلسفة السياسة الحديثة. وظل فهمه للبشر باعتبارهم مادة وحركة تنفذ نفس القوانين المادية مثل أية مادة وحركة أخرى ذات تأثير كبير؛ وظل اعتباره للطبيعة البشرية باعتبارها تعاونًا مركزه الذات وللمجتمعات السياسية قائمة على «العقد الاجتماعي» أحد أهم الموضوعات في الفلسفة السياسية.
ساهم هوبز أيضًا إلى جانب الفلسفة السياسية في عدد متنوع من المجالات الأخرى، من بينها التاريخ والهندسة وفيزياء الغازات والإلهيات والأخلاق والفلسفة العامة.

## النشأة والتعليم
ولد توماس هوبز يوم 5 من إبريل عام 1588 في ويستبورت، التي هي الآن جزء من ميلمزبيري في ويلتشير في إنجلترا. ولد تومس هوبز قبل أوانه عندما سمعت والدته بقدوم غزو الأرمادا الإسبانية، ويقول هوبز عن ذلك لاحقًا «لقد وضعت أمي توءمًا: أنا والخوف.» كانت طفولته عادية جدًا، ولا يُعرف اسم والدته. وكان والده الذي يدعى هوبز أيضًا يعمل فيقار في شارلتون وويستبورت. وكان لتوماس هوبز الأب شقيق أكبر منه اسمه فرانسيس هوبز وكان تاجرًا ثريًا ولم تكن له أسرة منفصلة. وكان لتوماس هوبز، الابن، شقيق اسمه إدموند يكبره بعامين تقريبًا. ولقد هجر توماس الأب زوجته وولديه وابنته وتركهم في رعاية أخيه فرانسيس، بعدما أُجبر على الفرار من لندن بعد اشتراكه في مشاجرة مع أحد رجال الدين خارج كنيسته. تلقى هوبز تعليمه في كنيسة ويستبورت منذ أن كان عمره أربعة أعوام، ثم انتقل بعدها إلى مدرسة ميلمزبيري ثم انتقل إلى مدرسة خاصة يديرها رجل شاب اسمه روبرت لاتيمير الذي تخرج من جامعة أكسفورد. كان هوبز تلميذًا يشار له بالبنان، وفي عام 1603 تقريبًا مجدلاين هول التي ترتبط ارتباطًا وثيقًا بـ كلية هيرتفورد، بأكسفورد. ولقد كان العميد جون ويلكنسون شخص تطهيري وكان له تأثير على هوبز.
كان يبدو في الجامعة أن هوبز يتبع منهجًا تعليميًا خاصًا به، ولم يكن منجذبًا كثيرًا بالتعليم الدراسي". ولم يكمل شهادة الليسانس حتى عام 1608؛ ولكن أوصى به سير جيمس هيوسي، لدى أستاذه في مجدلاين، ليكون معلمًا لابنه ويليام كافيديش بارون هاردويك (وأصبح لاحقًا إير ديفونشير) وبدأ علاقة طويلة الأمد مع هذه العائلة.

## في باريس (1630 – 1637)
وجد هوبز وظيفة كمعلم خاص لجيرفيس كليفتون، ابن السير جريفيس كليفتون، وقضى معظم وقت تدريسه له في باريس حتى عام 1631. عقب ذلك وجد هوبز مرة أخرى وظيفة مع عائلة كافيندش كمعلم خاص لويليام كافنديش، الإيرل الثالث لديفونشاير، والابن الأكبر لتلميذه السابق. وخلال السبعة أعوام التي تلت ذلك، وإلى جانب التدريس، وسع هوبز معرفته بالفلسفة، مما أيقظ بداخله الفضول حول جدالات ومناظرات الفلسفة الكبرى. وقد زار فلورنسا عام 1636، وأصبح بعدها مناظرا معتادا في الصالونات الفلسفية بباريس بصحبة مارن ميرسين.
كان اهتمام هوبز الدراسي الأول دراسة فلسفات فيزياء الحركة والزخم الفيزيائي. ورغم اهتمامه بهذه الظواهر، إلا أنه لم يحبذ الأعمال التجريبية كتلك الفيزيائية. ثم أمضى قدما في فهم النظام الفكري الذي كرس للاستفاضة فيه معظم حياته. كان بداية مخططه أن يؤلف بحثا منفصلا عن مبادئ الأجسام، وتبيين كيف أن تفسير الظواهر الفيزيائية من حيث حركتها ممكن، وذلك وفق الفهم السائد حينها حول الحركة وميكانيكيتها. ميز هوبز حينئذ الإنسان عن الطبيعة والنباتات. وفي مؤلف آخر له، قام بتوضيع الحركات الفيزيائية المحددة التي تتدخل في الظواهر الفريدة من الإحساس، المعرفة، العاطفة، والشغف، والتي وفقها تتكون العلاقات بين إنسان وآخر. وأخيرا، أوضح في مؤلفه الأهم ما يحرك الإنسان للانخراط في المجتمع، وجادل بأن ذلك واجب التنظيم لتفادي وقوع الإنسان في الوحشية والبؤس. وبذلك فقد اقترح توحيد ظواهر الجسم، الإنسان، والدولة معا.

## في إنجلترا
عاد هوبز إلى موطنه الذي مزقه الاستياء عام 1637، مما أعاقه عن المضي قدما في تنفيذ خططه الفلسفية بانتظام. لكنه بحلول نهاية البرلمان القصير عام 1640 قام بتأليف «مبادئ القانون الطبيعي والسياسي». إلا إنه لم ينشر، وتم تداوله كمخطوطة بين معارفه. رغم ذلك، نشرت نسخة مقرصنة منه بعد عشرة أعوام. رغم أن الظاهر أن معظم كتاب مبادئ القانون قد تبلور قبل جلسة البرلمان القصير، إلا أن هناك أجزاء انفعالية منه تشير إلى تأثر بالأزمة السياسية المتصاعدة. لكن رغم ذلك، فإن كثيرا من مبادئ هوبز السياسية لم تتغير بين كتابي مبادئ القانون ولوياثان، الأمر الذي يوضح أن الحرب الأهلية الإنجليزية لم تؤثر على نهجه في نظرية العقد الاجتماعي. على أن جدالات لوياثان تختلف عن مبادئ القانون حين يأتي الأمر إلى أهمية الموافقة في خلق التزام سياسي. وبالتحديد، كتب هوبز في مبادئ القانون أن الممالك القديمة لم تنشأ بالضرورة بموافقة المحكومين، لكنه نادى بالعكس في لوياثان. ربما كان ذلك انعكاسا لأفكار هوبز عن جدل المشاركة أو انعكاس لرد فعله تجاه مؤلفات البطرياركيين من أمثال السير روبرت فيلمر بين أعوام 1640 و1651.

## الفكر السياسي

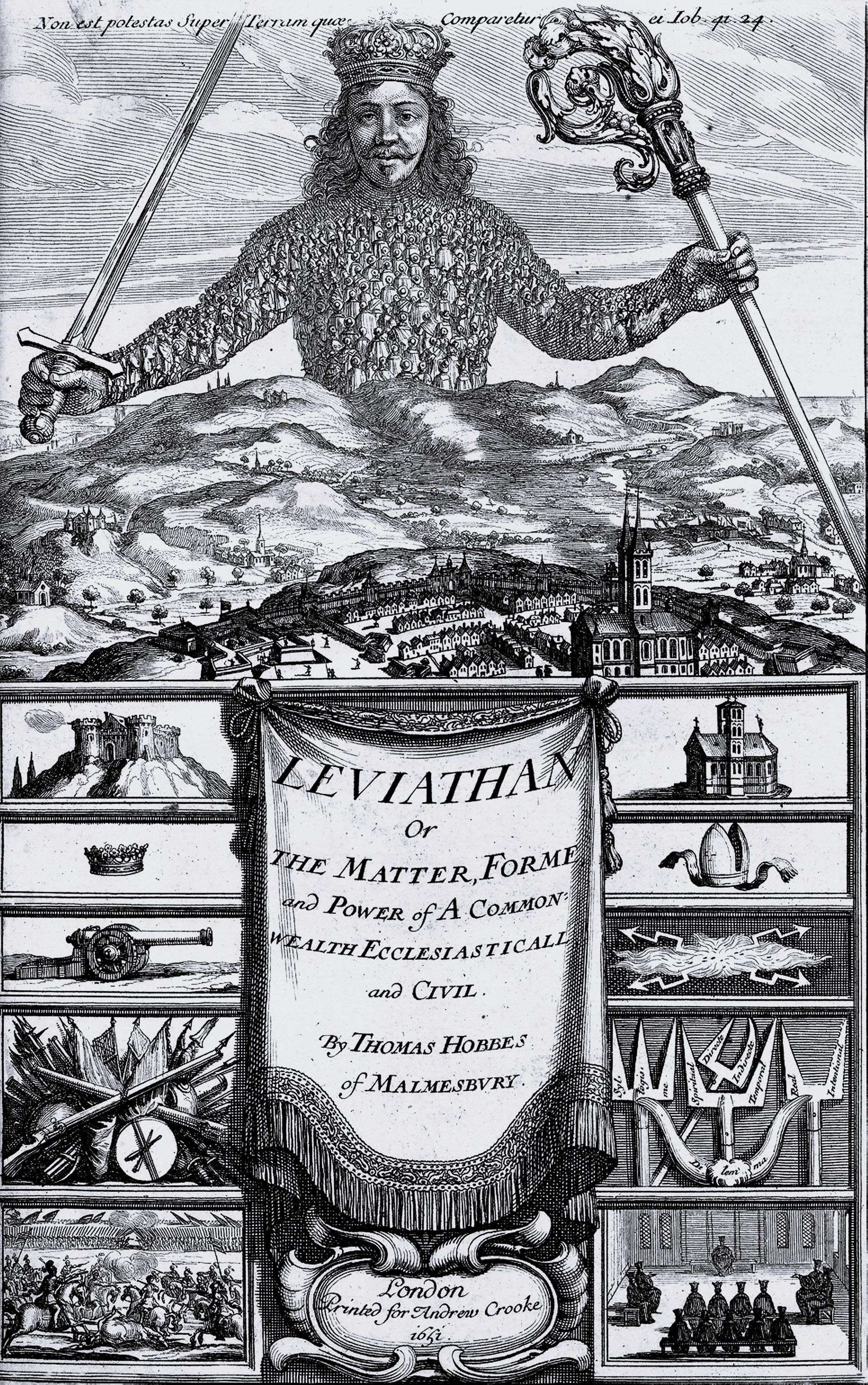
صورة للوحة الواجهة (frontispiece) لكتاب "Leviathan" للمفكر السياسي توماس هوبز، وقد قام بنقشها الفنان أبراهام بوس (Abraham Bosse).

تأثر هوبز بالأفكار العلمية المعاصرة، وقصد من نظريته السياسية أن تكون نظامًا شبه هندسي، توصل فيها إلى الاستنتاجات الحتمية من الفرضيات. الاستنتاج العملي الرئيسي لنظرية هوبز السياسية هو: أن الدولة أو المجتمع لا يمكن أن يكونا آمنين إلا تحت التصرف المطلق للحاكم. من هذا يتبع الرأي القائل بأنه لا يمكن لأي فرد أن يحمل حقوق الملكية ضد الحاكم، وبناءً عليه قد يأخذ الحاكم البضائع من رعاياه دون موافقتهم. تكمن أهمية وجهة النظر هذه كونها طوِرت لأول مرة في ثلاثينيات القرن الماضي عندما سعى تشارلز الأول إلى زيادة الإيرادات من رعاياه دون موافقة البرلمان.

### اللفياثان
في كتاب اللفياثان، عرض هوبز مذهبه حول أساس الدول والحكومات الشرعية وخلق علم موضوعي للأخلاق. يشرح جزء كبير من الكتاب ضرورة وجود سلطة مركزية قوية لتجنب شر الشقاق والحرب الأهلية.

بدايةً من الفهم الآلي للبشر وشغفهم، يفترض هوبز كيف ستبدو الحياة بدون حكومة، وهي حالة يسميها حالة الطبيعة. يملك كل شخص في تلك الحالة الحق، أو الترخيص، لكل شيء في العالم. يقول هوبز أن هذا سيؤدي إلى «حرب الجميع ضد الجميع». يحتوي الوصف على ما أطلق عليه أحد المقاطع الأكثر شهرة في الفلسفة الإنجليزية، والتي تصف الحالة الطبيعية للبشرية التي سيكون عليها الإنسان لولا المجتمع السياسي:
«في هذه الحالة: لا يوجد مكان للصناعة لأن إنتاجها غير مؤكد، وبالتالي لا توجد ثقافة للأرض، ولا ملاحة، ولا استخدام للسلع التي يمكن استيرادها عن طريق البحر، ولا مبنى حضاري. لا توجد أدوات للتحرك، والإزالة، وأشياء كهذه تتطلب الكثير من القوة، ولا علم لوجه الأرض، ولا يوجد حساب للوقت، ولا فنون، ولا خطابات، ولا مجتمع. الأسوأ من ذلك كله هو الخوف المستمر وخطر الموت العنيف، وحياة الإنسان المنعزلة، والفقيرة، والشريرة، والبهيمية، والقصيرة.»
في مثل هذه الحالة: يخشى الناس الموت ويفتقرون إلى كل الأشياء الضرورية للحياة القيّمة، والأمل في التمكن من الحصول عليها. ولتجنب ذلك، ينضم الناس إلى العقد الاجتماعي ويؤسسون مجتمعًا مدنيًا. وفقًا لهوبز، المجتمع سكان وسلطة ذات سيادة يتنازل لأجلها جميع الأفراد في هذا المجتمع عن بعض الحقوق بقصد الحماية. لا يمكن مقاومة أي قوة تمارسها هذه السلطة، لأن القوة السيادية للحامي مستمدة من تسليم الأفراد قوتهم السيادية للحماية. وبالتالي فإن الأفراد هم أصحاب جميع القرارات التي اتخذها الحاكم. «من يشتكي من أذى الحاكم كمن يشتكي من أنه هو نفسه المجرم، وبالتالي لا ينبغي عليه أن يتهم إلا نفسه، ومن المستحيل أن يتهم نفسه كون الشخص لا يمكن أن يلحق الأذى بنفسه». لا يوجد مبدأ لفصل السلطات في مناقشة هوبز. وفقًا لهوبز يجب على الحاكم السيطرة على القوى المدنية والعسكرية والقضائية والكنسية، وحتى الكلمات.

## الخصوم

### جون برمهال
نشر الأسقف جون برمهال في عام 1654 مقالة صغيرة بعنوان «الحرية والضرورة»، موجهة إلى هوبز. التقى برمهال، وهو أرميني قوي، هوبز وناقشه، وبعد ذلك كتب آراءه وأرسلها بشكل خاص ليرد عليه هوبز على النحو الواجب ولكن ليس من أجل النشر. ومع ذلك أخذ أحد معارفه الفرنسيين نسخة من الرد ونشره بعنوان «رسالة تمجيدية سخية». رد برمهال في عام 1655، عندما طبع كل ما كان يمر بينهما تحت عنوان (الدفاع عن الحرية الحقيقية للأعمال الإنسانية من الضرورة السابقة أو الخارجية). كان هوبز مستعدًا للأسئلة المتعلقة بالحرية والضرورة والفرصة في عام 1656، إذ أجاب «بقوة مذهلة» على الأسقف. ولعل هذا أول عرض واضح للمذهب الحتمي النفسي، أوضح أهمية نموذجي هوبز في تاريخ الجدل حول الإرادة الحرة. عاد الأسقف في عام 1658 بـ «انتقاد الملاحظات النقدية للسيد هوبز»، وتضمن ملحقًا ضخمًا بعنوان «صيد لفياثان الحوت العظيم».

### جون واليس
عارض هوبز الترتيبات الأكاديمية السائدة، وهاجم بعنف نظام الجامعات الأصلية في لفياثان. نشر كتاب «في الجسم»، الذي لم يتضمن فقط وجهات نظر مغرضة في الرياضيات ولكن أيضًا دليلًا خاطئًا على تربيع الدائرة. كل هذا دفع علماء الرياضيات إلى استهدافه للمناظرة، وأثار جون واليس ليصبح أحد خصومه الأكثر ثباتًا. من عام 1655 العام الذي نشر فيه «في الجسم» ذهب كل من هوبز وواليس في جولة في محاولة ليدحض كل منهما مواقف الآخر. بعد سنوات من النقاش، اكتسب الخلاف حول إثبات تربيع الدائرة سمعة سيئة لدرجة أنها أصبحت واحدة من أكثر الخلافات المشينة في التاريخ الرياضي.

## آراء دينية
اتهِم هوبز بالإلحاد من العديد من المعاصرين، واتهمه برمهال بتعاليم يمكن أن تؤدي إلى الإلحاد. كان هذا اتهامًا كبيرًا، وكتب هوبز في إجابته على مقال برمهال بعنوان «القبض على لفياثان»، بأن «الإلحاد، والعقوق، وما شابهها هي كلمات لأكبر قدر من الافتراء». ودافع هوبز دائمًا عن نفسه من هذه الاتهامات. في الآونة الأخيرة أيضًا قُدمت الكثير من وجهات نظره الدينية من قبل علماء مثل ريتشارد توك وجون غريفيل اغارد بوكوك، ولكن ما زال هناك خلاف واسع النطاق حول الأهمية الدقيقة لآراء هوبز غير العادية حول الدين.
أوضح مارتينيتش أن مصطلح «الملحد» في زمن هوبز طُبِق في كثير من الأحيان على الناس الذين آمنوا بالله ولكن ليس في العناية الإلهية، أو على الأشخاص الذين آمنوا بالله ولكنهم حافظوا أيضًا على معتقدات أخرى لا تتفق مع هذا الاعتقاد. يقول إن هذا «التناقض أدى إلى العديد من الأخطاء في تحديد من كان ملحدًا في بداية الفترة الحديثة». في هذا المعنى الموسع الحديث للإلحاد، اتخذ هوبز مواقفًا عارضت بشدة تعاليم الكنيسة في عصره. على سبيل المثال: جادل مرارًا وتكرارًا أنه لا توجد مواد غير مادية، وأن كل الأشياء بما في ذلك الأفكار البشرية، وحتى الله والجنة والجحيم أشياء مادية، وبرأيه توجد مادة وحركة المادة. وقال إنه «على الرغم من أن الكتاب المقدس يعترف بالأرواح، لكنه لا يقول أين هي، إنها غير مادية، وهذا يعني أنها بدون أبعاد وكمية». (في هذا الرأي، ادعى هوبز أنه يتبع ترتليان). مثل جون لوك الذي صرح أيضًا بأن الوحي الحقيقي لا يمكن أن يختلف أبدًا مع العقل البشري والتجربة، على الرغم من أنه جادل أيضًا بأنه يجب على الناس قبول الوحي وتأويلاته لسبب وجوب قبول أوامر الحاكم لتجنب الحرب.
أثناء جولته في البندقية، تعرف هوبز على فولجنزيو ميكانيزيو، أحد المقربين من باولو ساربي، الذي كتب ضد ادعاءات البابوية للسلطة الدنيوية ردًا على قرار البابا بول الخامس ضد البندقية، الذي رفض الاعتراف بالامتيازات البابوية. دعا جيمس الأول الرجلين إلى إنجلترا عام 1612. جادل ميكانيزيو وساربي بأن الله يريد الطبيعة البشرية، وأن الطبيعة البشرية تشير إلى استقلال الدولة في الشؤون الدنيوية. عندما عاد إلى إنجلترا في عام 1615، حافظ ويليام كافنديش على مراسلات مع ميكانيزيو وساربي وترجم هوبز رسائل الأخير من الإيطالية، ووزعها بين دائرة الدوق.

## وصلات خارجية
- توماس هوبز على موقع الموسوعة البريطانية (الإنجليزية)
- توماس هوبز على موقع إن إن دي بي (الإنجليزية)